# Evangelisches Pfarrhaus (Sprendlingen)
Das Evangelische Pfarrhaus im früheren dörflichen Ortskern von Dreieich-Sprendlingen ist ein 1779/80 erbautes Fachwerkhaus im südhessischen Landkreis Offenbach. Das Haus in der Tempelstraße 1 ist ein geschütztes Kulturdenkmal.

## Geschichte
Entgegen der noch in der Literatur zu findenden Baugeschichte wurde das Gebäude nicht als isenburgisches Forstamt errichtet. Vielmehr war es der Ersatz für das Jahrhunderte alte und baufällige Pfarrhaus und wurde im Garten des Grundstücks errichtet. Der Bau begann 1779 und wurde im Folgejahr abgeschlossen. Anschließend wurde das alte Pfarrhaus abgerissen.
Die Isenburger spielten dennoch eine Rolle in der Geschichte des Gebäudes: Aus der ersten Hälfte des 19. Jahrhunderts ist ein Inventarium zum Pfarrhaus überliefert, das Einblicke in Details ermöglicht: Demnach waren die Fürsten von Isenburg die Bauherren und auch verantwortlich für den Unterhalt. Dies endete erst 1906, als die Baulast gegen eine Ablösesumme auf die Kirchengemeinde in Sprendlingen überging.
Das Gebäude wird seit 1779 als Pfarrhaus genutzt.

## Beschreibung
Das Fachwerkhaus befindet sich im alten Ortskern von Sprendlingen neben der Erasmus-Alberus-Kirche am Lindenplatz. Das Grundstück im Zentrum des ursprünglichen Haufendorfes ist größer als das der umliegenden Häuser. Trotz der Randlage beherrscht das Pfarrhaus den Platz: Es ist größer als die umliegenden Häuser und liegt als einziges traufständig zur Straße. Zudem verleihen ihm ein hoher, massiver Sockel und die vorgelagerte zweiläufige Treppe einen repräsentativen Charakter.
Das Gebäude hat zwei Stockwerke und darüber ein eingeschossiges Krüppelwalmdach. Das Fachwerk ist rein konstruktiv und schmucklos, ohne Zierformen. Die Fassade weist eine klare symmetrische Gliederung auf. Auf historischen Aufnahmen ist zu erkennen, dass zumindest die nördliche Giebelfront zeitweise verputzt war, aber wieder freigelegt wurde. Das Grundstück ist von einer Mauer umgeben. In dieser Einfriedung sind drei Sandsteintorpfosten mit geschwungenem Aufsatz erhalten.
Unter Denkmalschutz gestellt wurde das Gebäude aus künstlerischen, geschichtlichen und städtebaulichen Gründen.